# Sudovikovite
La sudovikovite è un minerale appartenente al gruppo della melonite. Si tratta di un seleniuro di platino scoperto nel sud della Carelia, Russia.

## Etimologia
Il nome è in onore del petrologo russo Nikolai Georgievich Sudovikov (1903-1966).

## Morfologia
La sudovikovite è stata scoperta sotto forma di minuscoli grani.

## Origine e giacitura
Questo minerale è stato scoperto nella roccia metasomatica associato a clausthalite, guanajuatite, insizwaite, padmaite, bohdanowiczite, sobolevskite, froodite, polarite, bismuto, oro, roscoelite, dolomite e quarzo.